# Aedes adenensis
Aedes adenensis är en tvåvingeart som beskrevs av Edwards 1941. Aedes adenensis ingår i släktet Aedes och familjen stickmyggor. Inga underarter finns listade i Catalogue of Life.